# Eschborn-Frankfurt 2016
De 54e editie van de Rund um den Finanzplatz Eschborn-Frankfurt – ook bekend onder de namen Rund um den Henninger Turm en GP Frankfurt – is een eendaagse wielerwedstrijd voor mannen, die werd verreden op 1 mei 2016. De wedstrijd maakte deel uit van de UCI Europe Tour 2016, in de categorie 1.HC. Titelverdediger was de Noor Alexander Kristoff. Hij verdedigde zijn titel met succes, hij won de koers voor de tweede keer.

## Deelnemende ploegen
| World Tour         | ProContinental                           |
| ------------------ | ---------------------------------------- |
| Etixx-Quick Step   | Roompot-Oranje Peloton                   |
| Bora-Argon 18      | Wanty-Groupe Gobert                      |
| AG2R La Mondiale   | Stölting Service Group                   |
| Team Katjoesja     | CCC Sprandi Polkowice                    |
| Team Giant-Alpecin | Crelan-Vastgoedservice                   |
|                    | Verva ActiveJet Pro Cycling Team         |
|                    | Fortuneo-Vital Concept                   |
|                    | Topsport Vlaanderen-Baloise              |
|                    | Delko Marseille Provence KTM             |
|                    | Nippo-Vini Fantini                       |
|                    | Wilier Triestina-Southeast               |
|                    | Leopard Pro Cycling                      |
|                    | Team Sauerland NRW p/b Henley & Partners |
|                    | Team Kuota-Lotto                         |
|                    | Rad-net Rose Team                        |
|                    | LKT Team Brandenburg                     |
|                    | Stradalli-Bike Aid                       |
|                    | Team Heizomat                            |

## Uitslag
| Rund um den Finanzplatz Eschborn-Frankfurt 2017 |                      |                                  |          |
| Plaats                                          | Naam                 | Ploeg                            | Tijd     |
| Winnaar                                         | Alexander Kristoff   | Team Katjoesja                   | 5u00'02" |
| 2                                               | Maximiliano Richeze  | Etixx-Quick Step                 | z.t.     |
| 3                                               | Sam Bennett          | Bora-Argon 18                    | z.t.     |
| 4                                               | Pieter Vanspeybrouck | Topsport Vlaanderen-Baloise      | z.t.     |
| 5                                               | Yves Lampaert        | Etixx-Quick Step                 | z.t.     |
| 6                                               | Tom Devriendt        | Wanty-Groupe Gobert              | z.t.     |
| 7                                               | Paweł Franczak       | Verva ActiveJet Pro Cycling Team | z.t.     |
| 8                                               | Maurits Lammertink   | Roompot-Oranje Peloton           | z.t.     |
| 9                                               | Bartłomiej Matysiak  | CCC Sprandi Polkowice            | z.t.     |
| 10                                              | Fabian Wegmann       | Stölting Service Group           | z.t.     |
| 11                                              | Rasmus Guldhammer    | Stölting Service Group           | z.t.     |
| 12                                              | Florian Vachon       | Fortuneo-Vital Concept           | z.t.     |
| 13                                              | Filippo Pozzato      | Wilier Triestina-Southeast       | z.t.     |
| 14                                              | Aleksej Tsatevitsj   | Team Katjoesja                   | z.t      |
| 15                                              | Simon Geschke        | Team Giant-Alpecin               | z.t.     |
| 16                                              | Jan Brockhoff        | Leopard Pro Cycling              | z.t.     |
| 17                                              | Nico Denz            | AG2R La Mondiale                 | z.t.     |
| 18                                              | Evaldas Šiškevičius  | Delko Marseille Provence KTM     | z.t.     |
| 19                                              | Tim Declercq         | Topsport Vlaanderen-Baloise      | z.t.     |
| 20                                              | Julen Amezqueta      | Wilier Triestina-Southeast       | z.t.     |

Etappewedstrijden

 Ster van Bessèges · 
 Ronde van Valencia · 
 La Méditerranéenne · 
 Ronde van de Algarve · 
 Ruta del Sol · 
 Ronde van de Haut-Var · 
 Ronde van de Provence · 
 Driedaagse van West-Vlaanderen · 
 Internationale Wielerweek · 
 Internationaal Wegcriterium · 
 Driedaagse van De Panne-Koksijde · 
 Ronde van de Sarthe · 
 Ronde van Castilië en León · 
 Ronde van Trentino · 
 Ronde van Kroatië · 
 Ronde van Turkije · 
 Ronde van Yorkshire · 
 Ronde van Asturië · 
 Ronde van Azerbeidzjan · 
 Vierdaagse van Duinkerke · 
 Ronde van Madrid · 
 Ronde van Picardië · 
 Ronde van Cova da Beira · 
 Ronde van Noorwegen · 
 World Ports Classic · 
 Ronde van België · 
 Ronde van Estland · 
 Ronde van Luxemburg · 
 Boucles de la Mayenne · 
 Ster ZLM Toer · 
 Ronde van Slovenië · 
 Ronde van Oostenrijk · 
 Sibiu Cycling Tour · 
 Ronde van Rhône Alpes-Valromey · 
 Ronde van Wallonië · 
 Ronde van Denemarken · 
 Ronde van Portugal · 
 Ronde van Burgos · 
 Ronde van Gévaudan Languedoc-Roussillon · 
 Ronde van de Ain · 
 Ronde van Tsjechië · 
 Arctic Race of Norway · 
 Ronde van de Limousin · 
 Ronde van Poitou-Charentes · 
 Tour des Fjords · 
 Ronde van Groot-Brittannië · 
 Ronde van Toscane · 
 Eurométropole Tour
Eendaagse wedstrijden

 Trofeo Felanitx-Ses Salines-Campos-Porreres · 
 Trofeo Pollença-Port de Andratx · 
 Trofeo Serra de Tramuntana · 
 Trofeo Playa de Palma-Palma · 
 GP La Marseillaise · 
 Grote Prijs van de Etruskische Kust · 
 Ronde van Murcia · 
 Clásica de Almería · 
 Trofeo Laigueglia · 
 Omloop Het Nieuwsblad · 
 Classic Sud Ardèche · 
 GP Lugano · 
 Kuurne-Brussel-Kuurne · 
 La Drôme Classic · 
 Le Samyn · 
 Strade Bianche · 
 GP Industria & Artigianato · 
 Ronde van Drenthe · 
 Nokere Koerse · 
 GP Nobili Rubinetterie · 
 Handzame Classic · 
 Classic Loire-Atlantique · 
 Grote Prijs van Cholet-Pays de Loire · 
 Dwars door Vlaanderen · 
 Route Adélie de Vitré · 
 Grote Prijs Miguel Indurain · 
 Volta Limburg Classic · 
 Ronde van La Rioja · 
 Parijs-Camembert · 
 Scheldeprijs · 
 Klasika Primavera · 
 Brabantse Pijl · 
 GP Denain · 
 Ronde van de Finistère · 
 Ronde van de Apennijnen · 
 Tro-Bro Léon · 
 La Roue Tourangelle · 
 Rund um den Finanzplatz Eschborn-Frankfurt · 
 Velothon Wales · 
 Grote Prijs van de Somme · 
 Grote Prijs van Plumelec · 
 Boucles de l'Aulne  · 
 Velothon Berlin · 
 GP Kanton Aargau · 
 Ronde van Keulen · 
 Ronde van Limburg · 
 Velothon Copenhagen · 
 Halle-Ingooigem · 
 GP Cerami · 
 Velothon Stuttgart · 
 Prueba Villafranca de Ordizia · 
 Rad am Ring · 
 Circuito de Getxo · 
 RideLondon Classic · 
 Polynormande · 
 Dwars door het Hageland · 
 Arnhem-Veenendaal Classic · 
 GP Jef Scherens · 
 GP Stad Zottegem · 
 Druivenkoers Overijse · 
 Schaal Sels · 
 Brussels Cycling Classic · 
 GP Fourmies · 
 Velothon Stockholm · 
 Ronde van de Doubs · 
 GP van Wallonië · 
 Coppa Bernocchi · 
 Coppa Agostoni · 
 Kampioenschap van Vlaanderen · 
 Grote Prijs Impanis-Van Petegem · 
 Memorial Marco Pantani · 
 GP van Isbergues · 
 GP Industria & Commercio di Prato · 
 Coppa Sabatini · 
 Ronde van Emilia · 
 Duo Normand · 
 GP Beghelli · 
 Ronde van de Drie Valleien · 
 Milaan-Turijn · 
 Ronde van Piemonte · 
 Ronde van de Vendée · 
 Ronde van het Münsterland · 
 Binche-Chimay-Binche · 
 Parijs-Bourges · 
 Parijs-Tours · 
 Nationale Sluitingsprijs